# Station Legnica Piekary
Station Legnica Piekary is een spoorwegstation in de Poolse plaats Legnica.